# Храм Воскресения Христова (Ботово)
Храм Воскресения Христова — православный храм Волоколамского благочиния Московской епархии Русской православной церкви. Расположен в деревне Ботово Волоколамского района Московской области.

Потом здесь была вновь построена церковь во имя Благовернаго Князя Михаила Ярославича Тверскаго. В записной книге о выданных антиминсах за 1711 г. говорится: «сентября в 19 день, по благословенной грамоте, выдан антиминс в Волоцкий уезд, в село Ботово, в новопостроенную церковь во имя Благовернаго Князя Михаила Ерославича Тверскаго; антиминс взял поп Иоанн, который живёт на Суздальском подворье.»— Исторические материалы о церквах и сёлах XVI—XVIII ст.
Церковь построена в стиле классицизма на средства князя Михаила Владимировича Долгорукова. Представляет собой восьмерик на четверике, возвышающийся на приподнятом холмике в окружении старинных исполинских деревьев. В 1850-х гг. в трапезной устроены Никольский и Дарьинский приделы. В 1860-х гг. переосвящена в Воскресенскую.
В 1930-х гг. церковь была закрыта, трапезная и колокольня сломаны. С 2005 года приписана к церкви в селе Спирове. В начале 2010-х гг. храм отреставрирован, сделаны ограда и надвратная звонница. От домов храм отделяет небольшая речка Чёрная бассейна Иваньковского водохранилища.